# 鲁彦 (作家)
鲁彦（1901年—1944年8月20日），原名王衡、王燮臣，字返我、忘我，曾用笔名王鲁彦、鲁彦，浙江镇海人，中国现代作家。他创作了以《柚子》和《黄金》为代表的一批短篇小说，以乡村小有产者和农民的生活为描写对象，深刻地刻画了受资本主义文明亲戚的东南沿海传统社会的世态炎凉，被认为是“乡土文学”的代表。

## 生平
鲁彦生于浙江镇海一个商人家庭。六岁入私塾读书，少年时期曾受过高小教育。1918年到上海当学徒。1920年，在北京参加由李大钊、蔡元培等创办的工读互助团，课余到北京大学旁听，并学习世界语，受到五四运动影响，开始走上文学之路。1922年工读互助团解散之后，和朋友组成文学团体“明天社”，开始发表由世界语转译的作品，还曾参加文学研究会。
1923年夏，鲁彦先后到湖南长沙平民大学、周南女学和湖南省第一师范任教。同年，在11月号的《东方杂志》发表处女作《秋夜》。此后陆续发表不少小说，其中包括描述军阀杀人暴行的早期代表作《柚子》。1926年出版第一部小说集《柚子》。1927年任湖北武汉《民国日报》副刊编辑。1928年春至南京国民政府国际宣传部任世界语翻译。同年小说集《黄金》出版。1930年，鲁彦至福建厦门任《民钟日报》副刊编辑。此后辗转在福建、上海、陕西等地的中学任教。抗战前夕，鲁彦的唯一一部完整的长篇小说《野火》出版。
全面抗战爆发后，鲁彦到武汉的军委会政治部任职，创作了《炮火下的孩子》、《伤兵医院》等短篇小说并结集出版。1939年去广西桂林行营政治部工作，主编大型文学刊物《文艺杂志》，将其办成了为抗战时期大后方最有影响力的文学期刊之一。同年并在《广西日报》副刊《漓水》上连载长篇小说《春草》，但未完成。1941年参加中华全国文艺界抗敌协会的组织工作。1942年出版了最后一部小说集《我们的喇叭》，其中的《陈老奶》《千家村》等篇获得好评。1944年于贫病交困中在桂林逝世。

## 主要作品
- 《秋夜》（1923）处女作，揭示军阀混战中人民的苦难。
- 《柚子》
- 《黄金》（1927）发表于1927年7月号的《小说月报》，描写了一个小有产者不断遭逢灾祸的境遇，深刻的反映了旧社会的人情世态。鲁彦在《柚子》和《黄金》两部句集子中采用浪漫、象征等不同手法进行创作探索，逐渐成为乡土写实派的一位重要作家，受到鲁迅的称赞。
- 《童年的悲哀》（1931）
- 《关于我的创作》（1933），鲁彦在其中总结了自己的创作，认为“《柚子》时期，我的热情让我诅咒一切……《黄金》时期，这种倾向渐渐淡了，开始去追求另一方面的善的好的；到了《童年的悲哀》时期又逐渐改变了，开始体验一切坏的恶的一面”
- 《乡下》（1936）
- 《野火》（1937）作品描写了江南农民的悲惨生活和走向自发反抗斗争的真实图景。
- 《伤兵旅馆》(1938)
- 《春草》（1939，未完成）为计划中的三部曲的第二部
- 《惠泽公公》（1941）
- 《我们的喇叭》（1942）